# Ruinele bisericii de lemn „Adormirea Maicii Domnului” din Gorganu
Ruinele bisericii de lemn „Adormirea Maicii Domnului” este un monument istoric aflat pe teritoriul satului Gorganu, comuna Călinești. În Repertoriul Arheologic Național, monumentul apare cu codul 15162.01.